# Westfalen-Blatt

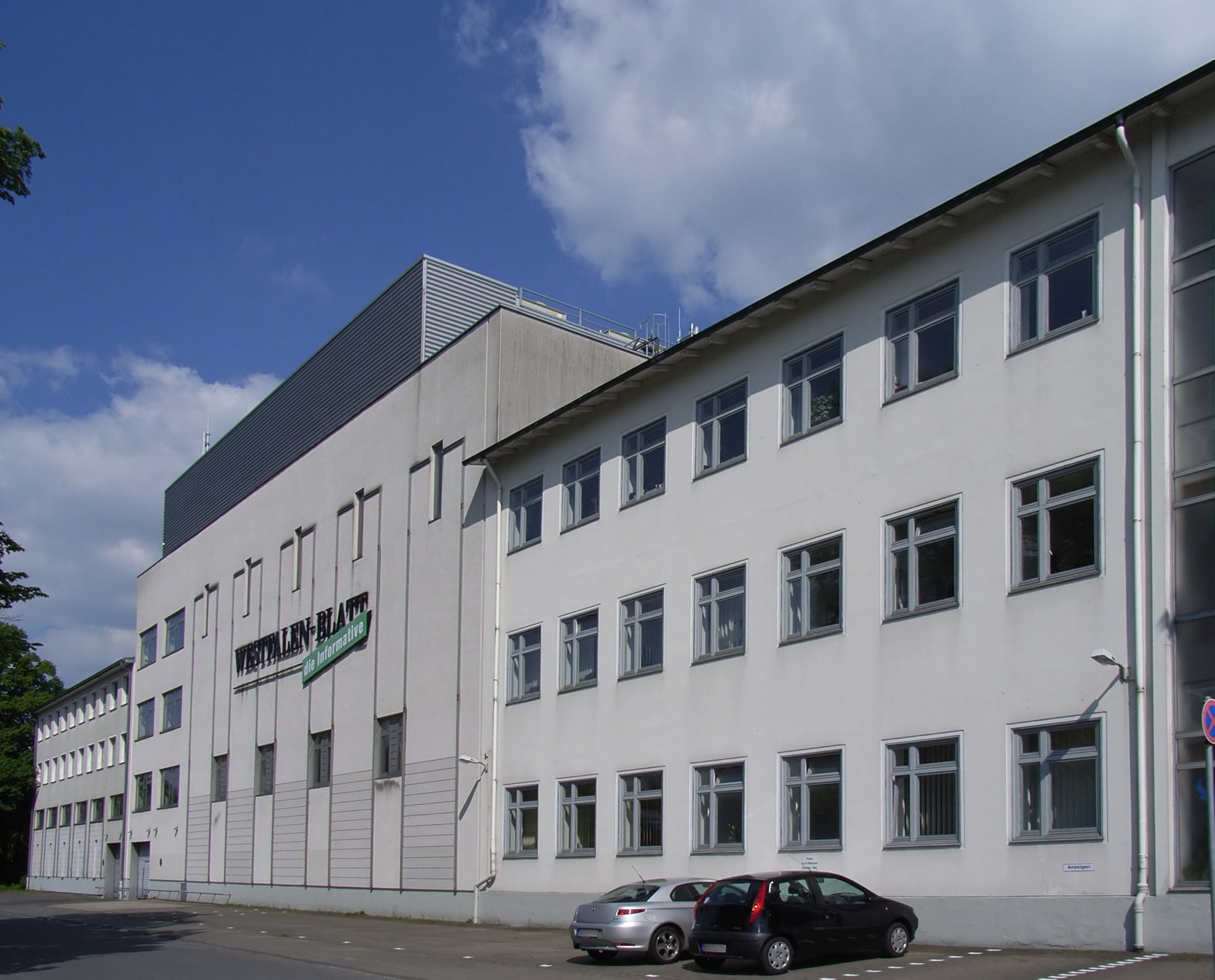
Sitz des Westfalen-Blatts in Bielefeld an der Sudbrackstraße

Das Westfalen-Blatt ist eine deutsche regionale Tageszeitung mit Hauptsitz in Bielefeld. Der volle Name der Unternehmensgruppe lautet Westfalen-Blatt Vereinigte Zeitungsverlage GmbH & Co. KG. Sie ist eine Tochtergesellschaft der Westfälische Medien Holding AG. Die verkaufte Auflage beträgt 77.864 Exemplare, ein Minus von 44,8 Prozent seit 1998.

## Geschichte
Noch unter dem Namen Westfalen-Zeitung erschien die Tageszeitung erstmals als erste unabhängige Bielefelds nach dem Zweiten Weltkrieg, am 15. März 1946, elf Monate nach der Befreiung Bielefelds.

„Mit dem heutigen Tage […] übergeben wir die erste Nummer der Westfalen-Zeitung der Öffentlichkeit. In diesen Märztagen sind in der britischen Zone eine Anzahl von Zeitungen erschienen oder werden in Kürze erscheinen, die als deutsche Zeitungen berufen sind, zu ihrem Teil an der künftigen politischen Willensbildung unseres Volkes verantwortlich mitzuarbeiten. Eine neue Phase auf dem Weg zur Selbständigkeit der deutschen Presse ist damit erreicht.“

Seit der Lizenzierung im Jahr 1946 befand sich das Blatt im Besitz der Familie Busse, die die Zeitung in neuerer Zeit unter dem Namen Busse-Holding führt. Die Anteile in Höhe von 46,1 Prozent halten die Gesellschafter Erika, Harald und Sabine Busse zusammen mit Michael Best. Der Axel-Springer-Verlag erwarb 2004 einen Minderheitsanteil von 14,5 Prozent. Damit hat die Familie Busse mit ihrer Busse-Holding noch einen Anteil von 85,5 %. Im November 2009 verkaufte die Axel Springer AG wieder ihren Anteil an den Verleger Dirk Ippen. Weitere 24,9 % kaufte im Juli 2011 die Unternehmensgruppe Aschendorff aus Münster, die unter anderem die Westfälischen Nachrichten herausgibt. Das Kartellamt genehmigte im Januar 2012 die Übernahme.

Zum 1. Januar 2019 hat das Westfalen-Blatt sein gesamtes Geschäft im Rahmen einer Fusion in eine gemeinsame Westfälische Medien Holding AG eingebracht. Die Unternehmensgruppe Aschendorff bringt ihr Mediengeschäft in den Bereichen Tageszeitungen, Anzeigenblätter, Druckerei und Radio in diese neue Holding ein. Unter dem Dach der Westfälischen Medien Holding AG bleiben die Strukturen beider Unternehmen im Münsterland und Ostwestfalen im Rahmen dieser Fusion unverändert bestehen. Ab dem 1. Januar 2025 wird die Vermarktung aller digitalen und analogen Produkte des Westfalen-Blatts unter dem Dach der OWL Media Solutions GmbH mit der Anzeigenvermarktung der Tageszeitung Neue Westfälische gebündelt. Die Druckerei in Bielefeld-Sennestadt wurde zum 31. Juli 2023 geschlossen. Seit August 2023 wird das Westfalen-Blatt im Aschendorff Druckzentrum an der Hansalinie in Münster-Mecklenbeck gedruckt.
Das Westfalen-Blatt gilt als eher bürgerlich-konservativ geprägt.
Kai Diekmann, ehemals Chefredakteur der Bild-Zeitung, begann seine Karriere beim Westfalen-Blatt.
Am 7. Juli 2024 kam es zu einem Großbrand, bei welchem das Verlagsgebäude teilweise zerstört wurde. Das Dach stürzte auf der gesamten Länge des Gebäudekomplexes ein.

## Auflage
Das Westfalen-Blatt hat wie die meisten deutschen Tageszeitungen in den vergangenen Jahren an Auflage eingebüßt. Die verkaufte Auflage ist in den vergangenen 10 Jahren um durchschnittlich 3,6 % pro Jahr gesunken. Im vergangenen Jahr hat sie um 4,2 % abgenommen. Sie beträgt gegenwärtig 77.864 Exemplare. Der Anteil der Abonnements an der verkauften Auflage liegt bei 88,9 Prozent.
| 1998   | 1999   | 2000   | 2001   | 2002   | 2003   | 2004   | 2005   | 2006   | 2007   | 2008   | 2009   | 2010   | 2011   | 2012   | 2013   | 2014   | 2015   | 2016   | 2017   | 2018   | 2019   | 2020  | 2021  | 2022  | 2023  | 2024  |
| ------ | ------ | ------ | ------ | ------ | ------ | ------ | ------ | ------ | ------ | ------ | ------ | ------ | ------ | ------ | ------ | ------ | ------ | ------ | ------ | ------ | ------ | ----- | ----- | ----- | ----- | ----- |
| 141042 | 140439 | 141542 | 139007 | 136154 | 133250 | 127775 | 128154 | 126680 | 125888 | 123188 | 121017 | 121756 | 119314 | 120708 | 118839 | 116541 | 115298 | 113278 | 108933 | 106418 | 103598 | 98657 | 94770 | 89764 | 84123 | 80591 |

## Verbreitungsgebiet
Der Vertrieb erfolgt im Raum Ostwestfalen mit 13 verschiedenen Lokalausgaben, die jeweils unter verschiedenen Titeln erscheinen. Zu dem Bielefelder Unternehmen gehören Redaktionen und Mediaberatungen in Bad Oeynhausen, Bielefeld, Brakel, Bünde, Büren, Delbrück, Enger, Espelkamp, Halle (Westf.), Herford, Höxter, Lübbecke, Paderborn, Rahden, Schloß Holte-Stukenbrock, Steinhagen, Vlotho und Warburg.
Im Herforder Raum erscheint das Westfalen-Blatt auch unter dem Titel Herforder Kreisblatt. Im Kreis Paderborn ist es das Westfälische Volksblatt. Im Raum Paderborn, Höxter, Warburg, ebenso in Herford, Schloß Holte-Stukenbrock, Steinhagen und Werther sind die jeweiligen Zeitungen gemessen an der Auflage marktführend. 
Das Westfälische Volksblatt war bis 1933 eine Zeitung der Zentrumspartei. 1958 verkaufte die Eigentümerfamilie des Westfälischen Volksblattes den Zeitungsverlag an Carl-Wilhelm Busse, den Inhaber des Westfalen-Blattes. Das katholische Milieu in Paderborn verlor dadurch eine eigene unabhängige ortsansässige Zeitung.
Pro Jahr werden rund 60.000 Zeitungsseiten gedruckt, davon rund ein Drittel Anzeigenseiten.
Wichtigster Mitbewerber des Westfalen-Blatts ist die ebenfalls in Bielefeld ansässige Neue Westfälische.

## Unternehmensgruppe
Zur Unternehmensgruppe Westfalen-Blatt gehörte auch die Panorama Verlags- und Werbegesellschaft mbH. Diese war Herausgeber von zahlreichen Anzeigenblättern im Verbreitungsgebiet des Westfalen-Blattes. Hierzu gehörten besonders die Ausgaben von OWL am Sonntag bzw. Paderborn am Sonntag, sowie Desenberg-Bote, Kalletaler Blick und Wir in Löhne. Diese erschienen alle letztmalig am 29. April 2023.  Die Zeitungen OWL am Mittwoch bzw. OWL am Donnerstag wurden vorher schon eingestellt.  Der Treffpunkt Nieheim erscheint nur noch sporadisch zu besonderen Anlässen. Andere Titel wie beispielsweise der Sintfeld Bote Bad Wünnenberg, Die 15 - Lichtenau, Borchen aktuell und die Delbrücker Stadtpost werden durch andere Verlage weitergeführt.
Manche Ausgaben des Westfalen-Blatts enthalten thematische Magazine mit Titeln wie Mein Garten, Fit oder Schöner Reisen.
Ebenfalls zur Unternehmensgruppe gehört die ZVG Zeitungsvertriebs- und Servicegesellschaft.